# Brie King
Brie King, född O'Reilly 24 januari 1998 i Langley, Kanada är en volleybollspelare (passare).
King studerade vid Trinity Western University och spelade med deras lag Trinity Western Spartans i U Sports Volleyball Championship 2016-2019, där de som bäst nådde final vid hennes tid vid universitetet. Efter avslutade studier började hon spela för Dresdner SC i Tyskland, med vilka hon vann DVV-Pokal 2019/2020. Hon återvände därefter till Nordamerika för spel i Athletes Unlimited, där hon kom trea. Efter en säsong fortsatte hon i Frankrike för spel med Béziers Volley i Ligue A 2021/2022. Sedan 2022 spelar hon för Rio de Janeiro Vôlei Clube i Superliga Brasileira de Voleibol.
King debuterade i Kanadas landslag 2019 vid kvalet till OS 202O. Hon har deltagit med landslaget vid Nordamerikanska mästerskapen 2019 och 2021, liksom vid VM 2022.